# 豆しば大作戦
『豆しば大作戦』（まめしばだいさくせん）は、kick9.incが開発・運営を行うiOS、Android向けのRPGパズルゲーム。iOS、Android共に2016年8月12日にリリースされた。基本プレイは無料だが、キャラクターの強化やコンティニューによるターン数追加などに必要なゲーム通貨を購入するフリーミアムモデルを採用している。

## ゲーム概要
豆しばのテレビCM「豆しば学園」の世界感を基にした、RPG要素を含むパズルゲーム。豆しば学園に現れた謎の敵を倒すために、緑枝男、縞田虎吉、黒岩大の3人の生徒たちや豆しば先生と共にパズルで敵に立ち向かうストーリーとなっている。ステージ制を採用しており、各ステージをクリアすることでゲームが進行していく。

## ゲームシステム
ゲーム画面下部に表示されるパズルエリアにおいて、同じ種類の豆を縦、横、斜めに3つ以上繋いで消していくことで、敵にダメージを与えたり、豆を集めたりすることができる。所定ターン数以内に、各ステージに定められた目標を達成することでクリアとなる。時間は無制限。
ステージ目標
特定種類の豆やアイテムを集めていく「収集目標」と、ステージ内の敵を攻撃して倒していく「攻撃目標」の、大きく2つに分類される。
豆知識アタック
豆を消すことで溜まる豆ゲージを貯めきることで、豆知識アタックを発動することができる。豆知識アタックを使用すると、豆しばが豆知識がつぶやいた後、相対している敵を倒すことができる。
豆しばチームの編成
プレイヤーは所持している豆しばの中から5匹を選択してチームを編成することができる。豆を消していくと、各種類の豆に対応した豆しばが、敵に対して攻撃を加え、通常よりも多くのダメージを与えることができる。
豆しばのスキル
スキルゲージを貯めることで各豆しばのスキルを発動することができる。スキル効果はキャラクターによって異なり、大きく分けて消去系と変化系の2種類に分類される。
横スキル
スキル発動後、左右のパズルブロックを消去する
縦スキル
スキル発動後、上下のパズルブロックを消去する
変換スキル
スキル発動後、周囲にあるパズルブロックを該当の色に変換する
X型スキル
スキル発動後、周囲にあるパズルブロックをX字型に消去する
周囲スキル
スキル発動後、周囲にあるパズルブロックを消去する
豆しばの強化
同じ豆しばを2体集めて合成することで豆しばがレベルアップし、攻撃力が増加する。
パズルの特殊ブロック
下記特殊ブロックが存在する
ボックス
特定のステージで設置されている。ボックスの周囲にある同色の豆を複数回繋ぐ、あるいは破壊型スキルの範囲内にあれば消去することができる。
箸
ブロックとブロックの境目に置かれており、間に箸がある場合は同色の豆であっても繋げることができない。
紙くず
敵から放出される妨害ブロック。豆が繋ぐことができない紙くずに置き換えられる。
粘着物質
敵から放出される妨害ブロック。豆の上に引っ付き、同色であっても豆を繋ぐことができなくなる。周囲の豆を消すことで消去できる。
テープ
妨害ブロック。テープにかかれたパズルブロックは同色の豆を繋ぐと消すことができる。
TNT爆弾
消去スキルを発動することで起爆することができる。爆発すると、スクリーン内の豆やブロックが全てクリアされる。
ゲーム内の消費アイテム
下記消費アイテムが存在する
ハート
ステージを1プレイにつき一定数のハートを消費する。ハートがなくなるとコンティニューすることができなくなる。ハートは5分毎に１つ、自動で回復し、ハートが無い状態から全て回復させるまで45分かかる。また、自動回復以外にも以下の方法でハートを補充することができる。
ルーレット
ゲーム内のプレゼントルーレットを回すことで、ハートを獲得できる場合がある。
購入
ゲーム内通貨であるダイヤを支払うことで体力を補充できる
ダイヤ
ゲーム内で使用されるゲーム通貨。所持可能な個数上限はない。ガチャの利用、キャラクターの直接購入、コンティニューによるターン数追加などで消費する。ダイヤは主に課金によって購入することができる。
課金以外にもステージクリア時のボーナス、ルーレットによって獲得することができる。
豆コイン
ゲーム内でのもうひとつのゲーム通貨。所持可能な個数上限はない。豆しばの強化の際に必要となる。コインはゲームクリアに応じて獲得することができる。また、ダイヤをコインに変換することもできる。

## イベント
- 季節イベント
  - 「霄闇の天守閣」イベント（9月12日～10月20日）
  - 「ハロウィンキャッスル」イベント（10月21日～11月30日）
- Twitterイベント
  - 「豆しばスクショ大作戦」イベント（9月23日～9月29日）
  - 「ハロウィン?イベント」イベント（10月8日～10月16日）
  - 「アップデート記念」イベント（11月2日～11月21日）